# Sims Lutheran Church

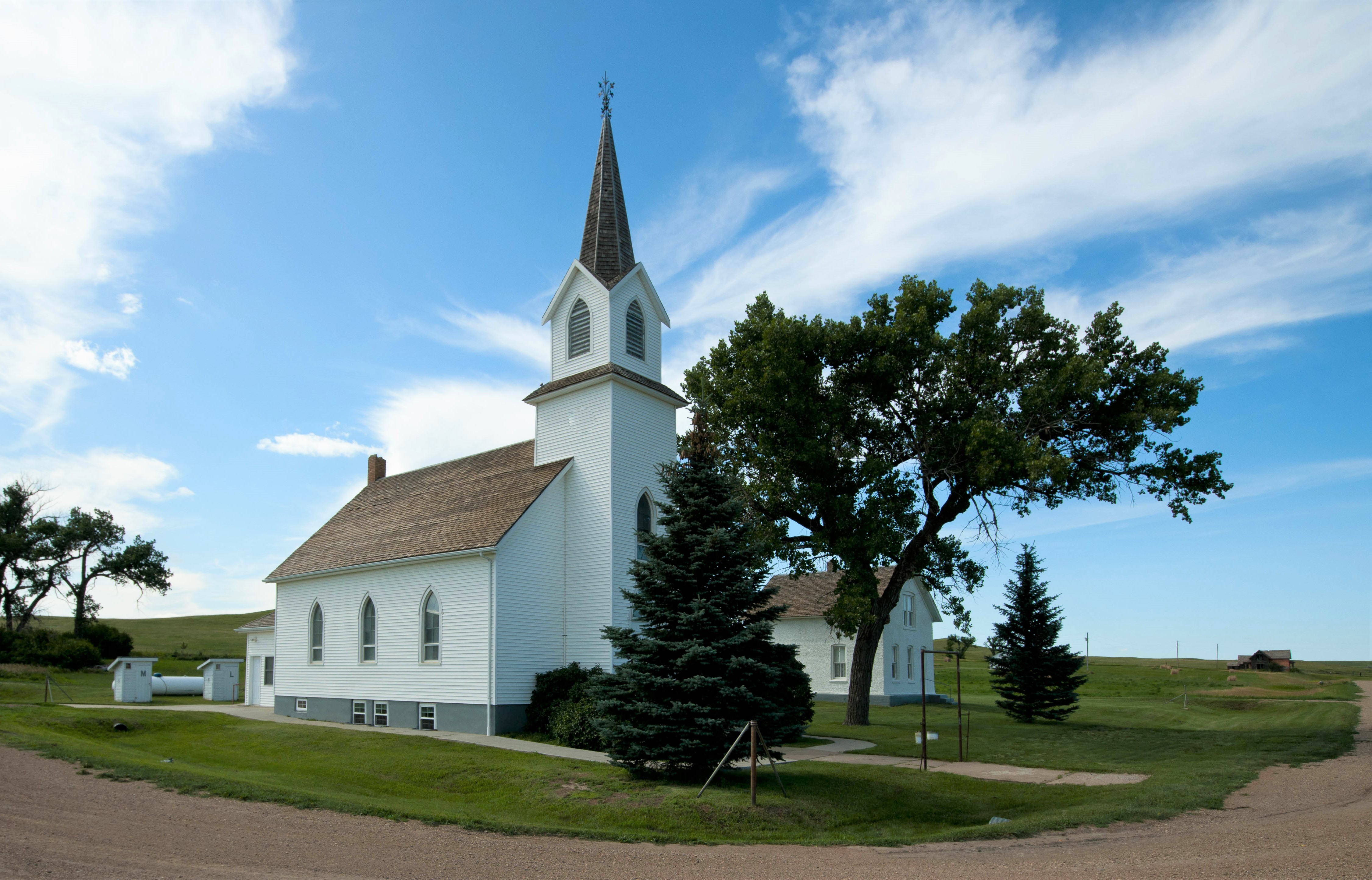
Die Sims Lutheran Church

Die Sims Lutheran Church ist eine evangelisch-lutherische Kirche in der Geisterstadt Sims im Morton County im US-Bundesstaat North Dakota. Sie gilt als die älteste protestantische Kirche westlich des Missouri River.

## Geschichte
Kohlenminen und eine Ziegelfabrik sorgten um 1880 für ein rasches Anwachsen von Sims. Lutherische Einwanderer aus Skandinavien gründeten 1884 eine Kirchengemeinde mit zugehörigem Friedhof als Sims Scandinavian Lutheran Church und hielten Gottesdienste zunächst im Obergeschoss des neuerbauten Pfarrhauses ab. Zum Jahresende 1884 hatte die Gemeinde bereits 50 Glieder. Ab 1896 wurde ein eigenes Kirchengebäude mit Anleihen an neugotische Formen errichtet. 1899 wurden der Kirchturm errichtet und Altar und Kanzel angeschafft. Der Niedergang der Industrie vor Ort sorgte aber schon bald für einen starken Bevölkerungsrückgang. Ende der 1940er Jahre verließ der letzte Pfarrer das Pfarrhaus, das Postamt in Sims schloss 1947. Ebenso gab die Northern Pacific Railway ihre Strecke durch den Ort im Oktober 1947 auf. Das Kirchengebäude wurde jedoch niemals aufgegeben. Im Wechsel mit der lutherischen Kirche im benachbarten Almont finden hier immer noch Gottesdienste statt. Die Kirchengemeinde gehört zur Evangelisch-Lutherischen Kirche in Amerika.
Preservation North Dakota und die Save America’s Treasures Stiftung, deren Ehrenvorsitzende die First Lady Laura Bush war, finanzierten 2006 die Renovierung von Kirche und Pfarrhaus. Laura Bush besuchte die Kirche nach Abschluss der Arbeiten im März 2008.